# Codrongianos
Codrongianos är en ort och kommun i provinsen Sassari i regionen Sardinien i Italien. Kommunen hade 1 306 invånare (2017).